# Ні на небесах, ні на землі
«Ні на небесах, ні на землі» (фр. Ni le ciel ni la terre) — франко-бельгійський фантастичний трилер 2015 року, поставлений режисером-дебютантом Климентом Кожитором. Фільми брав участь в секції Тиждень критиків 68-го Каннського кінофестивалю 2015 року.
У 2016 році стрічку висунуто у трьох категоріях на здобуття французької Премії «Люм'єр», зокрема за найкращий дебютний фільм та за найкраще виконання чоловічої ролі (Жеремі Реньє) .

## Сюжет
Афганістан, 2014 рік. Команда капітана Антареса Бонасьє (Жеремі Реньє) розміщена уздовж афгано-пакистанського кордону. У той час як війська НАТО перебувають у процесі виведення, їхня місія полягає у моніторингу і спостереженні за ситуацією у віддаленій долині Вакхан навколо невеликого села пастухів. Розпорядок дня групи іноді порушується кількома сутичками з групами талібів, що знаходяться у навколишніх горах.
Одного разу вночі, солдати починають таємниче зникати в долині. Для повернення своїх побратимів, французькі солдати приймають рішення провести просте, як на перший погляд, дослідження, але насправді вони отримують більше запитань, аніж відповідей…

## У ролях
| Жеремі Реньє      | ···· | Антарес Бонасьє          |
| Сванн Арло        | ···· | Жеремі Лерновський       |
| Марк Робер        | ···· | Жан-Батист Фрерінг       |
| Кевін Азіз        | ···· | Вільям Дені              |
| Фіннеган Олдфілд  | ···· | Патрік Мерсьє            |
| Климент Брессон   | ···· | Етьєн Баксер             |
| Сам Мірхоссейні   | ···· | Халіл Хан                |
| Едуард Корт       | ···· | Бенжамен Жульяр          |
| Крістоф Тек       | ···· | Стефан                   |
| Патрік Лігард     | ···· | офіцер Армене            |
| Гамід Реза Жавдан | ···· | ватажок талібів «Султан» |

## Визнання
| Нагороди та номінації фільму «Ні на небесах, ні на землі» | Нагороди та номінації фільму «Ні на небесах, ні на землі» | Нагороди та номінації фільму «Ні на небесах, ні на землі» | Нагороди та номінації фільму «Ні на небесах, ні на землі» | Нагороди та номінації фільму «Ні на небесах, ні на землі» | Нагороди та номінації фільму «Ні на небесах, ні на землі» |
| Рік                                                       | Кінофестиваль/кінопремія                                  | Категорія/нагорода                                        | Номінант                                                  | Результат                                                 |                                                           |
| --------------------------------------------------------- | --------------------------------------------------------- | --------------------------------------------------------- | --------------------------------------------------------- | --------------------------------------------------------- | --------------------------------------------------------- |
| 2015                                                      | 68-й Каннський кінофестиваль                              | Gan Foundation Support for Distribution                   | Gan Foundation Support for Distribution                   | Перемога                                                  |                                                           |
| 2015                                                      | 68-й Каннський кінофестиваль                              | Гран-прі Тижня критиків                                   | Ні на небесах, ні на землі                                | Номінація                                                 |                                                           |
| 2015                                                      | 68-й Каннський кінофестиваль                              | Золота камера                                             | Климент Кожитор                                           | Номінація                                                 |                                                           |
| 2015                                                      | 68-й Каннський кінофестиваль                              | Queer Palm                                                | Ні на небесах, ні на землі                                | Номінація                                                 |                                                           |
| 2015                                                      | Кінофестиваль «Світ любові», Швеція                       | Найкращий фільм                                           | Ні на небесах, ні на землі                                | Перемога                                                  |                                                           |
| 2015                                                      | Кінофестиваль «Світ любові», Швеція                       | Найкращий актор                                           | Жеремі Реньє                                              | Перемога                                                  |                                                           |
| 2016                                                      | Премія «Люм'єр» (21-ша церемонія)                         | Найкращий дебютний фільм                                  | Ні на небесах, ні на землі                                | Номінація                                                 |                                                           |
| 2016                                                      | Премія «Люм'єр» (21-ша церемонія)                         | Найкращий актор                                           | Жеремі Реньє                                              | Номінація                                                 |                                                           |
| 2016                                                      | Премія «Люм'єр» (21-ша церемонія)                         | Найкращий кінооператор                                    | Сільвен Верде                                             | Номінація                                                 |                                                           |
| 2016                                                      | Премія Магрітт                                            | Найкращий фільм спільного виробництва                     | Ні на небесах, ні на землі                                | Номінація                                                 |                                                           |
| 2016                                                      | Премія Магрітт                                            | Найкращий актор                                           | Жеремі Реньє                                              | Номінація                                                 |                                                           |
| 2016                                                      | Премія «Сезар»                                            | Найкращий дебютний фільм                                  | Ні на небесах, ні на землі                                | Номінація                                                 |                                                           |